# Lago Kleiner Bullen
El lago Kleiner Bullen (en alemán: Kleiner Bullensee) es un lago situado al este de la ciudad de Bremen, en el distrito rural de Rotemburgo del Wumme, en el estado de Baja Sajonia (Alemania); tiene una longitud máxima de 0.25 km y una anchura máxima de 0.15 km. 
En la actualidad el lago y sus alrededores, son una reserva natural.